# Escuela de Tropas Aerotransportadas
La Escuela de Tropas Aerotransportadas y Tropas Operaciones Especiales "Capitán Héctor Cáceres" (ETA y TOE) es una unidad de perfeccionamiento del personal militar del Ejército y la Armada tradicionalmente denominada Escuela de Tropas Aerotransportadas hasta su cambio de denominación en 2010.
Este instituto militar dicta el curso de paracaidista militar junto con la IV Brigada Aerotransportada de Córdoba y el curso de comandos junto con otros comandos y grandes unidades de combate. Es un elemento bajo dependencia orgánica de la Dirección General de Educación (DGE) a través de la de la Dirección de Educación Operacional (DEOP).
Su emplazamiento es en la instalaciones de la Guarnición de Ejército "Córdoba".

## Historia
Fue creada el 11 de octubre de 1943 en Campo de Mayo con paracaidistas de la Escuela de Infantería. El 18 de mayo del mismo año, la Escuela de Tropas Aerotransportadas se instaló en la Guarnición Aérea Córdoba.
En 1950 la Escuela regresó a la órbita del Ejército siguiendo una teoría de Estados Unidos y Reino Unido que concebía al paracaidista como un militar de tierra.
En 1964 fue disuelto el instituto y recién en 1998 fue creada la Escuela de Paracaidistas y Comandos (Ec Parac(s) y Cdo (s)). Entre 2006 y 2010 fue desactivada regresando como Escuela de Tropas Aerotransportadas y Tropas Operaciones Especiales (ETA y TOE).
En 2019 el Ejército con aprobación del Ministerio de Defensa bautizó la Escuela de Tropas Aerotransportadas con el nombre "Capitán Héctor Cáceres", oficial de ejército y comando caído en acción durante el Combate de Río Pueblo Viejo de 1975, en el marco del Operativo Independencia.